# Конде сир Ен
Конде сир Ен (фр. Condé-sur-Aisne) насеље је и општина у североисточној Француској у региону Пикардија, у департману Ен (Пикардија) која припада префектури Соасон.
По подацима из 2011. године у општини је живело 417 становника, а густина насељености је износила 111,8 становника/km². Општина се простире на површини од 3,73 km². Налази се на средњој надморској висини од 54 метара (максималној 171 m, а минималној 42 m).

## Демографија
| 1962. | 1968. | 1975. | 1982. | 1990. | 1999. | 2011. |
| ----- | ----- | ----- | ----- | ----- | ----- | ----- |
| 163   | 174   | 227   | 245   | 318   | 358   | 417   |

График промене броја становника у току последњих година